# Melanchra leucoptera
Melanchra leucoptera là một loài bướm đêm trong họ Noctuidae.